# Meicen
Meicen (o Meigen) sarebbe stato un piccolo regno post-romano dell'Inghilterra settentrionale, che si sarebbe trovato attorno al Doncaster, nell'odierno Yorkshire. Fu annesso alla Northumbria al tempo di re Edwin, attorno al 626.